# سفر أعمال توما
سفر أعمال توما هو أحد الأسفار المنتحلة يعود تاريخ كتابته إلى بداية القرن الثالث الميلادي. أشار إبيفانيوس السلاميسي إلى وجود هذا السفر في كتاباته، وقال أنه كان متداولًا في القرن الرابع الميلادي. النسخ الباقية من هذا السفر مكتوبة بالسريانية واليونانية. كما يوجد العديد من القطع الباقية من نص السفر. استبين العلماء من النسخة اليونانية أن الأصل مكتوب بالسريانية وكان محفوظًا في الرها. ومع ذلك، تعرّضت المخطوطات السريانية الباقية للتعديل لتطهيرها من المقاطع غير التقليدية التي أضافتها بعض طوائف الزهد المسيحية، لذا فالنسخ اليونانية أقرب للروايات الأقدم.
لم يبق من الأعمال المنسوبة لتوما سوى أربع أعمال، إلا أن هذا السفر هو الوحيد المكتمل. وكغيره من الأعمال المنتحلة، يخلط السفر بين الأسطورة الشعبية والدعاية الدينية. بالإضافة إلى قصص مغامرات توما، تقدم محتوياته الشعرية والليتورجية دليلًا مهمًا للتعرف على الروايات المسيحية السريانية القديمة. يروي سفر أعمال توما سلسلة الأحداث التي واجهها توما أثناء مهمته التبشيرية في الهند، والتي انتهت باستشهاده.
تواجدت ضمن نص السفر ترنيمة اللؤلؤ (أو ترنيمة الروح)، وهي قصيدة حظيت بشعبية كبيرة في الأوساط المسيحية، وهي أقدم من السفر نفسه، وأدرجت في النص. وينتهي السفر بعبارة "بهذا اكتملت أعمال يهوذا توما الرسول، التي قام بها في الهند، مستوفيًا الوصية التي أرسل من أجلها. لمن له المجد، العالم بلا نهاية. آمين."

## وصلات خارجية
- Medlycott India and Apostle Thomas Acts of Thomas Ed. Menachery
- Early Christian Writings: Acts of Thomas
- The Gnostic Society Library: From the translation and notes by M. R. James in The Apocryphal New Testament, Oxford 1924.